# Odawara
Odawara (japanska: 小田原市?, Odawara-shi) är en stad i västra delen av Kanagawa prefektur i Japan. Staden fick stadsrättigheter 1940  och 
har sedan 2000 
status som speciell stad (japanska: 特例市?, Tokureishi) enligt lagen om lokalt självstyre.
Odawara-juku var en av de ursprungliga shukuba (stationerna) på Tōkaidō, en av de fem stora färdlederna i Japan under Edoperioden.

## Kommunikationer
Odawara är en station på Tōkaidō Shinkansen som ger staden förbindelse med höghastighetståg till Tokyo och Nagoya - Shin-Osaka (Osaka).